# Ґрошкі (Вармінсько-Мазурське воєводство)
Ґрошкі (пол. Groszki, нім. Groschken) — село в Польщі, у гміні Рибно Дзялдовського повіту Вармінсько-Мазурського воєводства.
Населення — 114 осіб (2011).

## Демографія
Демографічна структура станом на 31 березня 2011 року:
|          | Загалом | Допрацездатний вік | Працездатний вік | Постпрацездатний вік |
| -------- | ------- | ------------------ | ---------------- | -------------------- |
| Чоловіки | 58      | 13                 | 33               | 12                   |
| Жінки    | 56      | 19                 | 24               | 13                   |
| Разом    | 114     | 32                 | 57               | 25                   |